# Каракашев (хутор)
Каракашев — хутор в Весёловском районе Ростовской области.
Входит в состав Весёловского сельского поселения.

## Население
| 1989 | 2002 | 2010 |
| ---- | ---- | ---- |
| 452  | ↗461 | ↘421 |

## Улицы
- ул. Молодёжная,
- ул. Новая,
- ул. Старая.

## Инфраструктура
МОУ Каракашевская начальная общеобразовательная школа (филиал муниципального общеобразовательного учреждения Веселовская СОШ № 2).

## Достопримечательности
На хуторе имеется братское захоронение и мемориал воинам-землякам, участникам Великой Отечественной войны.